# Přečerpávací vodní elektrárna Černé jezero

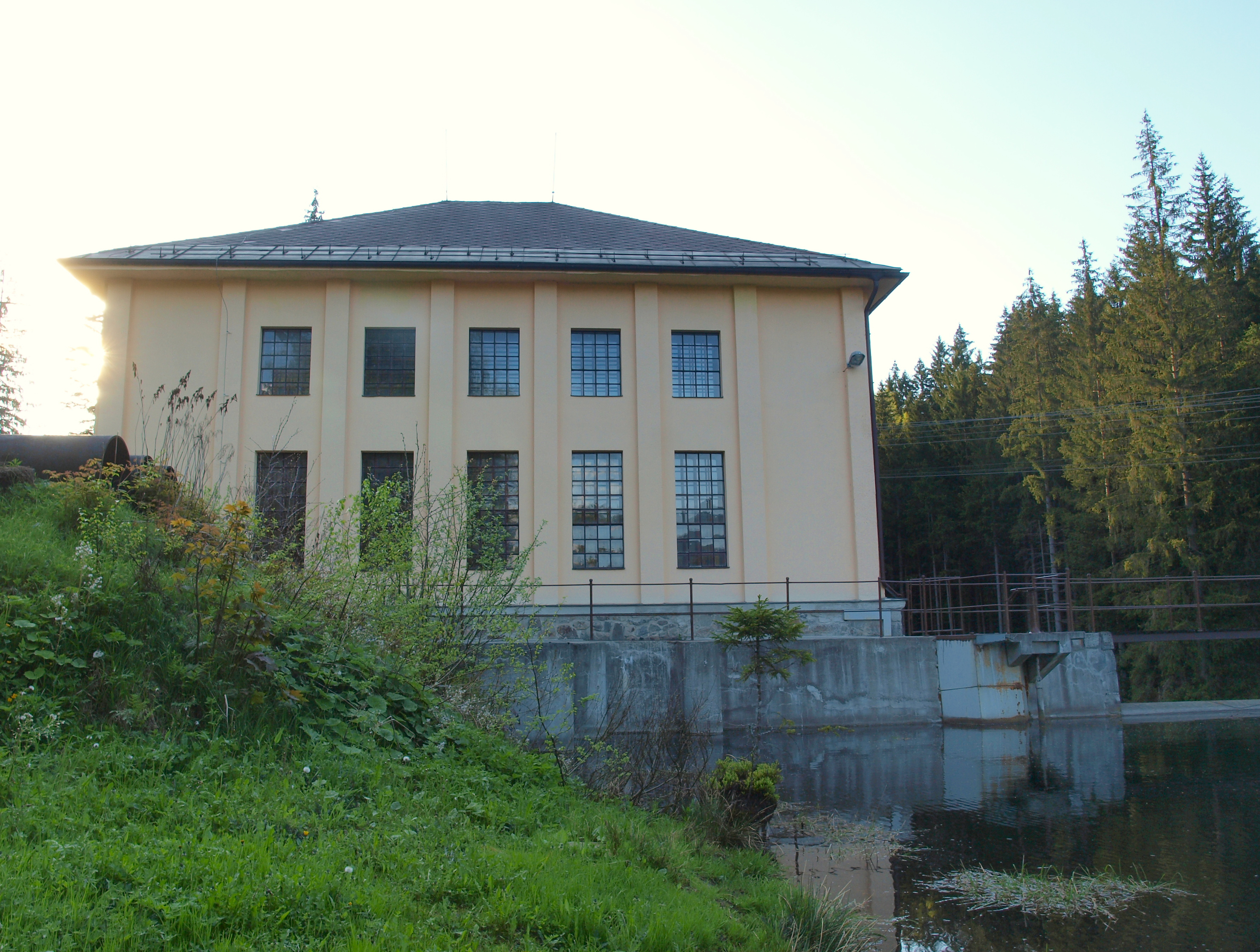
Vodní přečerpávací elektrárna pod Černým jezerem - pohled ze zadní strany

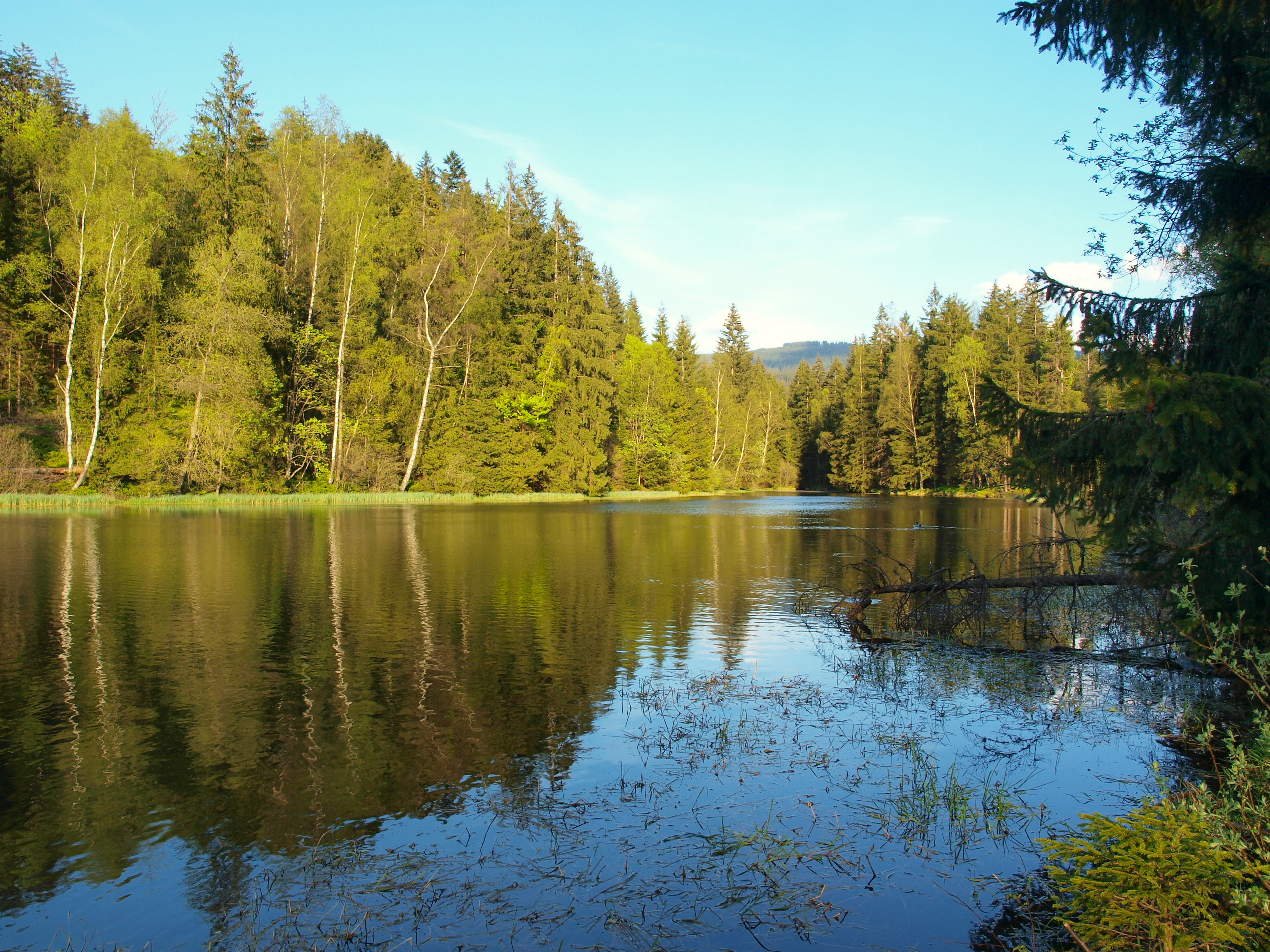
Nádrž u přečerpávací vodní elektrárny pod Černým jezerem

Vodní elektrárna Černé jezero je přečerpávací vodní elektrárna, která se nachází na Šumavě v jihozápadních Čechách. Pracuje mezi přírodním Černým jezerem a údolní nádrží Pod Černým jezerem u obce Hamry. Je osazena třemi turbogenerátory, využívajícími i odtokové vody z vyrovnávací nádrže. Byla to první přečerpávací vodní elektrárna v Čechách.

## Historie výstavby
Autorem myšlenky vybudovat pod Černým jezerem přečerpávací elektrárnu byl okolo roku 1920 vládní rada Zemského úřadu v Praze Ing. Karel Kosek. Myšlenku dále rozvíjel Ing. František Alexej Pech, který postupně vypracoval projektovou dokumentaci. V roce 1928 rozhodly Západočeské elektrárny o realizaci této stavby, v červnu téhož roku provedl projektant Ing. Pech během čtrnácti dnů měření pro účely projektu s použitím tříkilometrového polygonu podél celé trati budoucího potrubí; úsek 274 m vysokého svahu se sklonem až 1:2 byl zaměřován metodou tachymetrické nivelace.
Generální plán byl dokončen na podzim roku 1928, v listopadu téhož roku úspěšně proběhlo vodoprávní řízení, a nato byly vypracovány podrobné prováděcí plány a zadávací rozpočet.
V květnu 1929 bylo zadáno provedení veškerých stavebních prací společnosti Podnikatelství civilních inženýrů stavebních Nejedlý, Řehák a spol., veškeré dodávky technologického zařízení a potrubí pak Škodovým závodům v Plzni. Vlastní stavba náročného díla v obtížných přírodních podmínkách trvala pouze rok a tři čtvrtě, při pořizovacím nákladu 10 milionů Kč.
Vody řeky Úhlavy byly zpočátku převáděny staveništěm pomocí dřevěného žlabu, po dokončení základové výpusti o světlosti 2000 mm pak potrubím této výpusti, jak je u přehradních staveb obvyklé. Betonování hráze bylo započato od levého břehu. Elektrárna byla uvedena do provozu 6. prosince 1930.

## Údolní nádrž v Hamrech
Hráz je gravitační, s délkou v koruně 64,10 m, výška nad terénem 7,0 m při celkové výšce 15,6 m. Bezpečnostní přeliv šířky 19,0 m s kapacitou 80 m3/s je navržen na převedení maxima známých vod na Úhlavě.
Celkový obsah údolní nádrže je 23 000 m3 vody, užitečný obsah odpovídající možnému kolísání hladiny vody v rozsahu 2 m činí 15 000 m3. Zásoba vody ve spodní nádrži umožňuje čerpat 10 hodin denně a vyrábět elektřinu 5 hodin denně. Další hodiny „navíc“ je možno získat díky přirozeným přítokům do Černého jezera. Tento provoz elektrárny způsobí kolísání hladiny Černého jezera pouze o 8,2 cm, ač je povoleno kolísání +30/-50 cm od ustálené hladiny jezera.

## Přívodní potrubí
Přívodní potrubí v délce 1266 m z Černého jezera do vyrovnávací komory bylo původně navrženo ze železobetonových trub systému Vianini o světlosti 650 mm s průtočným množstvím 500 l/s. Tehdejší výrobky soukromé firmy však neobstály v náročných zkouškách a potrubí bylo nakonec vybudováno z litinových hrdlových trub těsněných olovem o světlosti 800 mm s průtočným množstvím 800 l/s.

## Tlačné potrubí
Tlačné potrubí v celkové délce 1007 m je vybudováno z ocelových přírubových trub o světlosti 560 – 600 mm (tloušťka stěny u vyrovnávací komory je 6 mm, postupně s přibývajícím spádem se zvětšuje po 1 mm až na 15 mm u elektrárny). Vyrovnávací komora je železobetonová, kruhového průřezu o průměru 4 m a výšky nad terénem 12,0 m.

## Turbogenerátor 1
Vlastní elektrárna je situována na levém břehu Úhlavy v ose hráze, dostatečně chráněná před velkými vodami. Je osazena jednou Peltonovou turbínou s hltností 800 l/s při spádu 247,7 m, průměr oběžného kola je 850 mm, počet otáček 750 /min., 2 střiky, regulace jehlami, ochrana proti přetočení odkloněním paprsku. Peltonova turbína je výrobek Škodových závodů v Plzni. Na společném hřídeli s turbínou je motorgenerátor Škoda o výkonu 1500 kW (příkon v motorovém režimu 1750 kW), výstupní napětí 6 000 V je transformováno na 22 000 V (2,5 MVA) do rozvodné sítě VN. Dalším strojem na společném hřídeli je šestistupňové odstředivé čerpadlo, které bylo v té době nejvýkonnějším svého druhu v republice. Průměr oběžného kola je 800 mm, maximální sací výška 4,7 m. Obdivuhodná tlačná výška čerpadla činí se započtením tlakových ztrát 283,50 m. Při maximálním výkonu chrlí čerpadlo zpět potrubím do Černého jezera 400 l/s.

## Turbogenerátor 2
V roce 2004 byl do strojovny původní elektrárny instalován další nový turbogenerátor s Peltonovou turbinou o výkonu 370 kW, 1500 ot/min, průměr oběžného kola 440 mm, hltnost 160 l/s, zhotovený firmou Strojírny Brno, a.s.

## Turbogenerátor 3
Pro energetické zpracování odtoku vody z vyrovnávací nádrže byl v roce 2005 v samostatném objektu instalován turbogenerátor o výkonu 40 kW (skutečný provozní výkon 4 – 37 kW dle okamžitého průtoku, který je k dispozici) s šikmou průtočnou Kaplanovou turbínou